# Bruine poelslak
De bruine poelslak (Stagnicola fuscus) is een slakkensoort uit de familie van de poelslakken (Lymnaeidae). De wetenschappelijke naam van de soort werd in 1821 voor het eerst geldig gepubliceerd door C. Pfeiffer.
Radix:
ampla · 
auricularia · 
lagotis · 
ovata · 
peregra

Stagnicola:
corvus · 
fuscus · 
occultus · 
palustris · 
turricula

Overig:
Galba truncatula · 
Lymnaea stagnalis · 
Myxas glutinosa · 
Omniscola glabra · 
Pseudosuccinea columella